# Vis medicatrix naturae
Vis medicatrix naturae (literalmente «el poder curativo de la naturaleza», y también conocida como natura medica) es la representación, en latín, de la frase original en griego Νόσων φύσεις ἰητροί («La naturaleza es el médico de las enfermedades»), atribuida a Hipócrates. Si bien la frase no está realmente atestiguada en su cuerpo de doctrina, sin embargo, resume uno de los principios rectores de la medicina hipocrática, que es que los organismos que quedan solos a menudo pueden curarse a sí mismos (cf. el Hipum primum non nocere).

## Hipócrates
Hipócrates creía que un organismo no es pasivo a las lesiones o enfermedades, sino que se rebalancea para contrarrestarlos. El estado de la enfermedad, por lo tanto, no es un mal, sino un esfuerzo del cuerpo para superar un equilibrio perturbado. Es esta capacidad de los organismos para corregir los desequilibrios lo que los distingue de la materia no viva.
De esto se desprende el enfoque médico de que «la naturaleza es el mejor médico» o «la naturaleza es el curandero de la enfermedad». Para ello, Hipócrates consideró que el objetivo principal de un médico era ayudar a esta tendencia natural del cuerpo mediante la observación de su acción, eliminando obstáculos a su acción y permitiendo así que un organismo recupere su propia salud. Esto subyace en prácticas hipocráticas, como dejar que la sangre elimine un exceso de humor percibido y, por lo tanto, se tomó para ayudar a reequilibrar los humores del cuerpo.

## Renacimiento y la historia moderna
Después de Hipócrates, la idea de vis medicatrix naturae continuó desempeñando un papel clave en la medicina. A principios del Renacimiento, el médico y científico primitivo Paracelso tuvo la idea de «bálsamo inherente». Thomas Sydenham, en el siglo XVIII, consideraba la fiebre como una fuerza curativa de la naturaleza.
En el siglo XIX, vis medicatrix naturae llegó a ser interpretada como vitalismo, y de esta forma surgió bajo el marco filosófico de homeopatía, quiropráctica, hidropatía, osteopatía y naturopatía. Como señala Bynum, «busque en Internet vis medicatrix naturae y se encontrará en la tierra de lo que ahora llamamos cortésmente medicina “alternativa” o “complementaria”».

## Relación con la homeostasis
La noción de homeostasis de Walter Cannon también tiene sus orígenes en vis medicatrix naturae. «Todo lo que he hecho hasta ahora para revisar los diversos dispositivos de protección y estabilización del cuerpo es presentar una interpretación moderna de la medicina natural». En esto, Cannon contrasta con Claude Bernard, el padre de la fisiología moderna, y su idea anterior del medio ambiente que propuso reemplazar las ideas vitalistas sobre el cuerpo. Sin embargo, tanto las nociones de homeostasis como de medio ambiente son aquellas relacionadas con la forma en que la fisiología del cuerpo se regula a través de múltiples retroalimentaciones de ajuste de equilibrio mecánico en lugar de fuerzas de vida no mecánicas.

## Relación con la medicina evolutiva
Más recientemente, la medicina evolutiva ha identificado muchos síntomas médicos, como fiebre, inflamación, comportamiento de enfermedad y náuseas matutinas, como adaptaciones evolucionadas que funcionan como medicatrix naturae darwiniana, debido a su selección como medio para proteger, curar o restaurar a los heridos, infectados o fisiológicamente.